# روجر بيكر (لاعب كرة مضرب)
روجر بيكر (بالإنجليزية: Roger Becker)‏ هو لاعب كرة مضرب بريطاني، ولد في 6 فبراير 1934 في كرويدون في المملكة المتحدة، وتوفي في 6 نوفمبر 2017.

## وصلات خارجية
- روجر بيكر على موقع رابطة محترفي التنس (الإنجليزية)
- روجر بيكر على موقع الاتحاد الدولي لكرة المضرب (الإنجليزية)
- روجر بيكر على موقع كأس ديفيز (الإنجليزية)
- روجر بيكر على موقع أرشيف التنس.كوم (الإنجليزية)
- روجر بيكر على موقع خلاصة التنس.كوم (الإنجليزية)